# Dragmacidon incrustans
Dragmacidon incrustans är en svampdjursart som först beskrevs av Thomas Whitelegge 1897.  Dragmacidon incrustans ingår i släktet Dragmacidon och familjen Axinellidae. Inga underarter finns listade i Catalogue of Life.